# Palais Dessewffy
Le Palais Dessewffy (en hongrois : Dessewffy-palota) est un édifice situé dans le 8e arrondissement de Budapest.